# رودی جارجانیکو
رودی جارجانیکو (به ایتالیایی: Rodi Garganico) یک کومونه در ایتالیا است که در استان فوجا واقع شده‌است. رودی جارجانیکو ۱۳٫۲۳ کیلومتر مربع مساحت و ۳٬۷۰۴ نفر جمعیت دارد و ۴۶ متر بالاتر از سطح دریا واقع شده‌است.